# Verein für Leibesübungen Wolfsburg 2017-2018
Questa pagina raccoglie i dati riguardanti il V.f.L. Wolfsburg nelle competizioni ufficiali della stagione 2017-2018.

## Stagione
Nella stagione 2017-2018 il Wolfsburg, allenato da Bruno Labbadia, concluse il campionato di Bundesliga al 16º posto e vinse lo spareggio con l'Holstein Kiel. In coppa di Germania il Wolfsburg fu eliminato ai quarti di finale dallo Schalke 04.

## Rosa
| N. |                        | Ruolo | Calciatore           |
| -- | ---------------------- | ----- | -------------------- |
| 1  | Belgio (bandiera)      | P     | Koen Casteels        |
| 2  | Brasile (bandiera)     | D     | William              |
| 3  | Paesi Bassi (bandiera) | D     | Paul Verhaegh        |
| 4  | Spagna (bandiera)      | C     | Camacho              |
| 5  | Paesi Bassi (bandiera) | D     | Jeffrey Bruma        |
| 6  | Paesi Bassi (bandiera) | C     | Riechedly Bazoer     |
| 8  | Svizzera (bandiera)    | C     | Renato Steffen       |
| 9  | Belgio (bandiera)      | A     | Landry Dimata        |
| 10 | Turchia (bandiera)     | C     | Yunus Malli          |
| 11 | Germania (bandiera)    | C     | Daniel Didavi        |
| 13 | Germania (bandiera)    | C     | Yannick Gerhardt     |
| 14 | Belgio (bandiera)      | A     | Divock Origi         |
| 16 | Polonia (bandiera)     | C     | Jakub Błaszczykowski |
| 17 | Germania (bandiera)    | D     | Ohis Felix Uduokhai  |
| 18 | Nigeria (bandiera)     | A     | Victor Osimhen       |

| N. |                         | Ruolo | Calciatore          |
| -- | ----------------------- | ----- | ------------------- |
| 20 | Germania (bandiera)     | P     | Max Grün            |
| 21 | Croazia (bandiera)      | C     | Josip Brekalo       |
| 22 | Svizzera (bandiera)     | A     | Admir Mehmedi       |
| 23 | Francia (bandiera)      | C     | Josuha Guilavogui   |
| 24 | Germania (bandiera)     | D     | Sebastian Jung      |
| 25 | Stati Uniti (bandiera)  | D     | John Anthony Brooks |
| 26 | Germania (bandiera)     | C     | Justin Möbius       |
| 27 | Germania (bandiera)     | C     | Max Arnold          |
| 28 | Germania (bandiera)     | D     | Dominik Franke      |
| 29 | RD del Congo (bandiera) | D     | Marcel Tisserand    |
| 31 | Germania (bandiera)     | D     | Robin Knoche        |
| 35 | Germania (bandiera)     | D     | Gian-Luca Itter     |
| 36 | Germania (bandiera)     | P     | Phillip Menzel      |
| 37 | Germania (bandiera)     | C     | Elvis Rexhbeçaj     |
| 39 | Germania (bandiera)     | D     | Paul Jaeckel        |

## Organigramma societario
Area tecnica
- Allenatore: Bruno Labbadia
- Allenatore in seconda: Eddy Sözer
- Preparatore dei portieri: Pascal Formann, Andreas Hilfiker
- Preparatori atletici: Günter Kern, Stephan Kerth, Christoph Tebel, Jörg Drill, Patrick Kasprowski, Manfred Kroß, Michele Putaro, Sascha Weiß

## Risultati

### Bundesliga

#### Girone di andata
| Arbitro: | Hartmann |

|  |           |                                       |
|  | Marcatori | 22’ Pulisic 27’ Bartra 60’ Aubameyang |

| Arbitro: | Cortus |

|  |           |            |
|  | Marcatori | 22’ Didavi |

| Arbitro: | Zwayer |

|            |           |            |
| Didavi 52’ | Marcatori | 75’ Harnik |

| Arbitro: | Winkmann |

|           |           |  |
| Akolo 42’ | Marcatori |  |

| Arbitro: | Brych |

|           |           |             |
| Origi 28’ | Marcatori | 56’ Bartels |

| Arbitro: | Dingert |

|                                   |           |                       |
| Lewandowski 33’ (rig.) Robben 42’ | Marcatori | 56’ Arnold 83’ Didavi |

| Arbitro: | Hartmann |

|                |           |          |
| Guilavogui 55’ | Marcatori | 74’ Mutō |

| Arbitro: | Ittrich |

|                       |           |                              |
| Bender 29’ Alario 61’ | Marcatori | 44’ Origi 69’ Błaszczykowski |

| Arbitro: | Zwayer |

|              |           |                     |
| Uduokhai 90’ | Marcatori | 73’ (rig.) Demirbay |

| Arbitro: | Schmidt |

|                     |           |           |
| Bentaleb 43’ (rig.) | Marcatori | 90’ Origi |

| Arbitro: | Kampka |

|                               |           |                                 |
| Malli 41’ Gómez 44’ Origi 60’ | Marcatori | 1’ Ibišević 53’ Rekik 83’ Selke |

| Arbitro: | Gräfe |

|                            |           |              |
| Gerhardt 3’ Malli 29’, 70’ | Marcatori | 68’ Kapustka |

| Arbitro: | Stieler |

|                                 |           |            |
| Gregoritsch 51’ Finnbogason 78’ | Marcatori | 40’ Didavi |

| Arbitro: | Cortus |

|                                    |           |  |
| Malli 4’ Didavi 25’ Guilavogui 71’ | Marcatori |  |

| Amburgo 9 dicembre 2017, ore 15:30 15ª giornata | Amburgo | 0 – 0 referto | Wolfsburg | Volksparkstadion (45.226 spett.)\| Arbitro: \| Dingert \| |
| Arbitro:                                        | Dingert |               |           |                                                           |

| Arbitro: | Winkmann |

|                     |           |                 |
| Verhaegh 15’ (rig.) | Marcatori | 53’ Halstenberg |

| Arbitro: | Brand |

|             |           |  |
| Clemens 67’ | Marcatori |  |

#### Girone di ritorno
| Dortmund 14 gennaio 2018, ore 18:00 18ª giornata | Borussia Dortmund | 0 – 0 referto | Wolfsburg | Signal Iduna Park (80.600 spett.)\| Arbitro: \| Stieler \| |
| Arbitro:                                         | Stieler           |               |           |                                                            |

| Arbitro: | Schmidt |

|            |           |                                   |
| Arnold 66’ | Marcatori | 18’ Haller 22’ Chandler 85’ Jović |

| Arbitro: | Brych |

|  |           |           |
|  | Marcatori | 72’ Malli |

| Arbitro: | Hartmann |

|           |           |           |
| Origi 24’ | Marcatori | 60’ Gómez |

| Arbitro: | Aytekin |

|                                |           |              |
| Augustinsson 4’ Kainz 40’, 72’ | Marcatori | 49’ Verhaegh |

| Arbitro: | Stegemann |

|           |           |                                   |
| Didavi 8’ | Marcatori | 64’ Wagner 90’ (rig.) Lewandowski |

| Arbitro: | Dankert |

|          |           |            |
| Mutō 44’ | Marcatori | 6’ Brekalo |

| Arbitro: | Zwayer |

|             |           |                              |
| Mehmedi 79’ | Marcatori | 31’ (rig.) Alario 78’ Brandt |

| Arbitro: | Gräfe |

|                                             |           |  |
| Schulz 18’ Gnabry 77’ Guilavogui 80’ (aut.) | Marcatori |  |

| Arbitro: | Cortus |

|  |           |                   |
|  | Marcatori | 86’ (aut.) Knoche |

| Berlino 31 marzo 2018, ore 20:30 28ª giornata | Hertha Berlino | 0 – 0 referto | Wolfsburg | Olympiastadion (34.765 spett.)\| Arbitro: \| Aytekin \| |
| Arbitro:                                      | Aytekin        |               |           |                                                         |

| Arbitro: | Stegemann |

|  |           |                |
|  | Marcatori | 2’, 83’ Didavi |

| Wolfsburg 13 aprile 2018, ore 20:30 30ª giornata | Wolfsburg | 0 – 0 referto | Augusta | Volkswagen-Arena (23.512 spett.)\| Arbitro: \| Ittrich \| |
| Arbitro:                                         | Ittrich   |               |         |                                                           |

| Arbitro: | Stieler |

|                                  |           |  |
| Stindl 8’ Raffael 35’ Kramer 44’ | Marcatori |  |

| Arbitro: | Siebert |

|             |           |                                            |
| Brekalo 78’ | Marcatori | 43’ (rig.) Wood 45’ Holtby 90’ Waldschmidt |

| Arbitro: | Fritz |

|                                          |           |            |
| Lookman 24’, 52’ Werner 34’ Augustin 63’ | Marcatori | 47’ Didavi |

| Arbitro: | Schmidt |

|                                                |           |            |
| Guilavogui 1’ Origi 54’ Knoche 71’ Brekalo 90’ | Marcatori | 32’ Hector |

#### Spareggio promozione-retrocessione
| Arbitro: | Aytekin |

|                                 |           |               |
| Origi 13’ Brekalo 40’ Malli 56’ | Marcatori | 34’ Schindler |

| Arbitro: | Siebert |

|  |           |            |
|  | Marcatori | 75’ Knoche |

### Coppa di Germania
| Arbitro: | Koslowski |

|  |           |             |
|  | Marcatori | 59’ Camacho |

| Arbitro: | Brych |

|              |           |  |
| Uduokhai 49’ | Marcatori |  |

| Arbitro: | Siebert |

|  |           |                          |
|  | Marcatori | 96’ Uduokhai 118’ Didavi |

| Arbitro: | Dingert |

|                 |           |  |
| Burgstaller 10’ | Marcatori |  |

## Statistiche

### Statistiche di squadra
| Competizione          | Punti | In casa | In casa | In casa | In casa | In casa | In casa | In trasferta | In trasferta | In trasferta | In trasferta | In trasferta | In trasferta | Totale | Totale | Totale | Totale | Totale | Totale | DR  |
| Competizione          | Punti | G       | V       | N       | P       | Gf      | Gs      | G            | V            | N            | P            | Gf           | Gs           | G      | V      | N      | P      | Gf     | Gs     | DR  |
| --------------------- | ----- | ------- | ------- | ------- | ------- | ------- | ------- | ------------ | ------------ | ------------ | ------------ | ------------ | ------------ | ------ | ------ | ------ | ------ | ------ | ------ | --- |
| Bundesliga            | 33    | 17      | 3       | 8       | 6       | 23      | 25      | 17           | 3            | 7            | 7            | 13           | 23           | 34     | 6      | 15     | 13     | 36     | 48     | -12 |
| Relegation Bundesliga | -     | 1       | 1       | 0       | 0       | 3       | 1       | 1            | 1            | 0            | 0            | 1            | 0            | 2      | 2      | 0      | 0      | 4      | 1      | +3  |
| Coppa di Germania     | -     | 1       | 1       | 0       | 0       | 1       | 0       | 3            | 2            | 0            | 1            | 3            | 1            | 4      | 3      | 0      | 1      | 4      | 1      | +3  |
| Totale                | -     | 19      | 5       | 8       | 6       | 27      | 26      | 21           | 6            | 7            | 8            | 17           | 24           | 40     | 11     | 15     | 14     | 44     | 50     | -6  |

### Andamento in campionato
| Giornata  | 1  | 2  | 3  | 4  | 5  | 6  | 7  | 8  | 9  | 10 | 11 | 12 | 13 | 14 | 15 | 16 | 17 | 18 | 19 | 20 | 21 | 22 | 23 | 24 | 25 | 26 | 27 | 28 | 29 | 30 | 31 | 32 | 33 | 34 |
| --------- | -- | -- | -- | -- | -- | -- | -- | -- | -- | -- | -- | -- | -- | -- | -- | -- | -- | -- | -- | -- | -- | -- | -- | -- | -- | -- | -- | -- | -- | -- | -- | -- | -- | -- |
| Luogo     | C  | T  | C  | T  | C  | T  | C  | T  | C  | T  | C  | C  | T  | C  | T  | C  | T  | T  | C  | T  | C  | T  | C  | T  | C  | T  | C  | T  | T  | C  | T  | C  | T  | C  |
| Risultato | P  | V  | N  | P  | N  | N  | N  | N  | N  | N  | N  | V  | P  | V  | N  | N  | P  | N  | P  | V  | N  | P  | P  | N  | P  | P  | P  | N  | V  | N  | P  | P  | P  | V  |
| Posizione | 18 | 11 | 12 | 14 | 13 | 13 | 12 | 14 | 14 | 14 | 14 | 13 | 14 | 11 | 11 | 12 | 12 | 12 | 13 | 13 | 13 | 13 | 14 | 15 | 15 | 15 | 15 | 15 | 15 | 14 | 14 | 16 | 16 | 16 |

Legenda:

Luogo: C = Casa; T = Trasferta. Risultato: V = Vittoria; N = Pareggio; P = Sconfitta.

### Statistiche dei giocatori
| Giocatore         | Bundesliga | Bundesliga | Bundesliga  | Bundesliga | Relegation Bundesliga | Relegation Bundesliga | Relegation Bundesliga | Relegation Bundesliga | Coppa di Germania | Coppa di Germania | Coppa di Germania | Coppa di Germania | Totale   | Totale | Totale      | Totale     |
| Giocatore         | Presenze   | Reti       | Ammonizioni | Espulsioni | Presenze              | Reti                  | Ammonizioni           | Espulsioni            | Presenze          | Reti              | Ammonizioni       | Espulsioni        | Presenze | Reti   | Ammonizioni | Espulsioni |
| ----------------- | ---------- | ---------- | ----------- | ---------- | --------------------- | --------------------- | --------------------- | --------------------- | ----------------- | ----------------- | ----------------- | ----------------- | -------- | ------ | ----------- | ---------- |
| K. Casteels       | 34         | 0          | 1           | 0          | 2                     | 0                     | 0                     | 0                     | 3                 | 0                 | 0                 | 0                 | 39       | 0      | 1           | 0          |
| M. Grün           | -          | -          | -           | -          | -                     | -                     | -                     | -                     | 1                 | 0                 | 0                 | 0                 | 1        | 0      | 0           | 0          |
| P. Menzel         | -          | -          | -           | -          | -                     | -                     | -                     | -                     | -                 | -                 | -                 | -                 | -        | -      | -           | -          |
| J. Brooks         | 9          | 0          | 1           | 0          | 2                     | 0                     | 1                     | 0                     | 1                 | 0                 | 0                 | 0                 | 12       | 0      | 2           | 0          |
| J. Bruma          | 11         | 0          | 2           | 0          | -                     | -                     | -                     | -                     | 2                 | 0                 | 0                 | 0                 | 13       | 0      | 2           | 0          |
| D. Franke         | -          | -          | -           | -          | -                     | -                     | -                     | -                     | -                 | -                 | -                 | -                 | -        | -      | -           | -          |
| G. Itter          | 5          | 0          | 1           | 0          | -                     | -                     | -                     | -                     | -                 | -                 | -                 | -                 | 5        | 0      | 1           | 0          |
| P. Jaeckel        | 3          | 0          | 0           | 0          | -                     | -                     | -                     | -                     | -                 | -                 | -                 | -                 | 3        | 0      | 0           | 0          |
| S. Jung           | 2          | 0          | 1           | 0          | -                     | -                     | -                     | -                     | 2                 | 0                 | 0                 | 0                 | 4        | 0      | 1           | 0          |
| R. Knoche         | 24         | 1          | 2           | 0          | 2                     | 1                     | 0                     | 0                     | 3                 | 0                 | 0                 | 0                 | 29       | 2      | 2           | 0          |
| M. Tisserand      | 16         | 0          | 4           | 0          | -                     | -                     | -                     | -                     | 3                 | 0                 | 1                 | 0                 | 19       | 0      | 5           | 0          |
| F. Uduokhai       | 19         | 1          | 1           | 1          | 2                     | 0                     | 1                     | 0                     | 3                 | 2                 | 0                 | 0                 | 24       | 3      | 2           | 1          |
| P. Verhaegh       | 31         | 2          | 5           | 0          | -                     | -                     | -                     | -                     | 2                 | 0                 | 0                 | 0                 | 33       | 2      | 5           | 0          |
| William           | 22         | 0          | 4           | 1          | 2                     | 0                     | 0                     | 0                     | 2                 | 0                 | 1                 | 0                 | 26       | 0      | 5           | 1          |
| M. Arnold         | 29         | 2          | 8           | 1          | 2                     | 0                     | 0                     | 0                     | 3                 | 0                 | 1                 | 0                 | 34       | 2      | 9           | 1          |
| R. Bazoer         | 13         | 0          | 2           | 0          | -                     | -                     | -                     | -                     | 1                 | 0                 | 0                 | 0                 | 14       | 0      | 2           | 0          |
| J. Błaszczykowski | 9          | 1          | 0           | 0          | 2                     | 0                     | 0                     | 0                     | 2                 | 0                 | 0                 | 0                 | 13       | 1      | 0           | 0          |
| J. Brekalo        | 13         | 3          | 2           | 0          | 2                     | 1                     | 0                     | 0                     | -                 | -                 | -                 | -                 | 15       | 4      | 2           | 0          |
| Camacho           | 11         | 0          | 1           | 0          | 2                     | 0                     | 0                     | 0                     | 2                 | 1                 | 0                 | 0                 | 15       | 1      | 1           | 0          |
| D. Didavi         | 30         | 9          | 4           | 0          | -                     | -                     | -                     | -                     | 3                 | 1                 | 0                 | 0                 | 33       | 10     | 4           | 0          |
| Y. Gerhardt       | 17         | 1          | 1           | 0          | -                     | -                     | -                     | -                     | 4                 | 0                 | 1                 | 0                 | 21       | 1      | 2           | 0          |
| J. Guilavogui     | 29         | 3          | 6           | 1          | 2                     | 0                     | 0                     | 0                     | 4                 | 0                 | 0                 | 0                 | 35       | 3      | 6           | 1          |
| Y. Malli          | 31         | 5          | 3           | 0          | 2                     | 1                     | 0                     | 0                     | 4                 | 0                 | 0                 | 0                 | 37       | 6      | 3           | 0          |
| J. Möbius         | -          | -          | -           | -          | -                     | -                     | -                     | -                     | -                 | -                 | -                 | -                 | -        | -      | -           | -          |
| E. Rexhbeçaj      | 4          | 0          | 0           | 0          | -                     | -                     | -                     | -                     | -                 | -                 | -                 | -                 | 4        | 0      | 0           | 0          |
| R. Steffen        | 16         | 0          | 3           | 0          | 2                     | 0                     | 0                     | 0                     | -                 | -                 | -                 | -                 | 18       | 0      | 3           | 0          |
| L. Dimata         | 21         | 0          | 0           | 1          | 2                     | 0                     | 0                     | 0                     | 1                 | 0                 | 0                 | 0                 | 24       | 0      | 0           | 1          |
| A. Mehmedi        | 5          | 1          | 0           | 0          | -                     | -                     | -                     | -                     | 1                 | 0                 | 1                 | 0                 | 6        | 1      | 1           | 0          |
| D. Origi          | 31         | 6          | 2           | 0          | 2                     | 1                     | 0                     | 0                     | 3                 | 0                 | 1                 | 0                 | 36       | 7      | 3           | 0          |
| V. Osimhen        | 12         | 0          | 0           | 0          | -                     | -                     | -                     | -                     | 1                 | 0                 | 0                 | 0                 | 13       | 0      | 0           | 0          |
| M. Gómez          | 12         | 1          | 0           | 0          | -                     | -                     | -                     | -                     | 3                 | 0                 | 0                 | 0                 | 15       | 1      | 0           | 0          |
| K. Hinds          | 1          | 0          | 0           | 0          | -                     | -                     | -                     | -                     | 1                 | 0                 | 1                 | 0                 | 2        | 0      | 1           | 0          |
| P. Ntep           | 5          | 0          | 1           | 1          | -                     | -                     | -                     | -                     | 2                 | 0                 | 0                 | 0                 | 7        | 0      | 1           | 1          |